# Alfred Mele

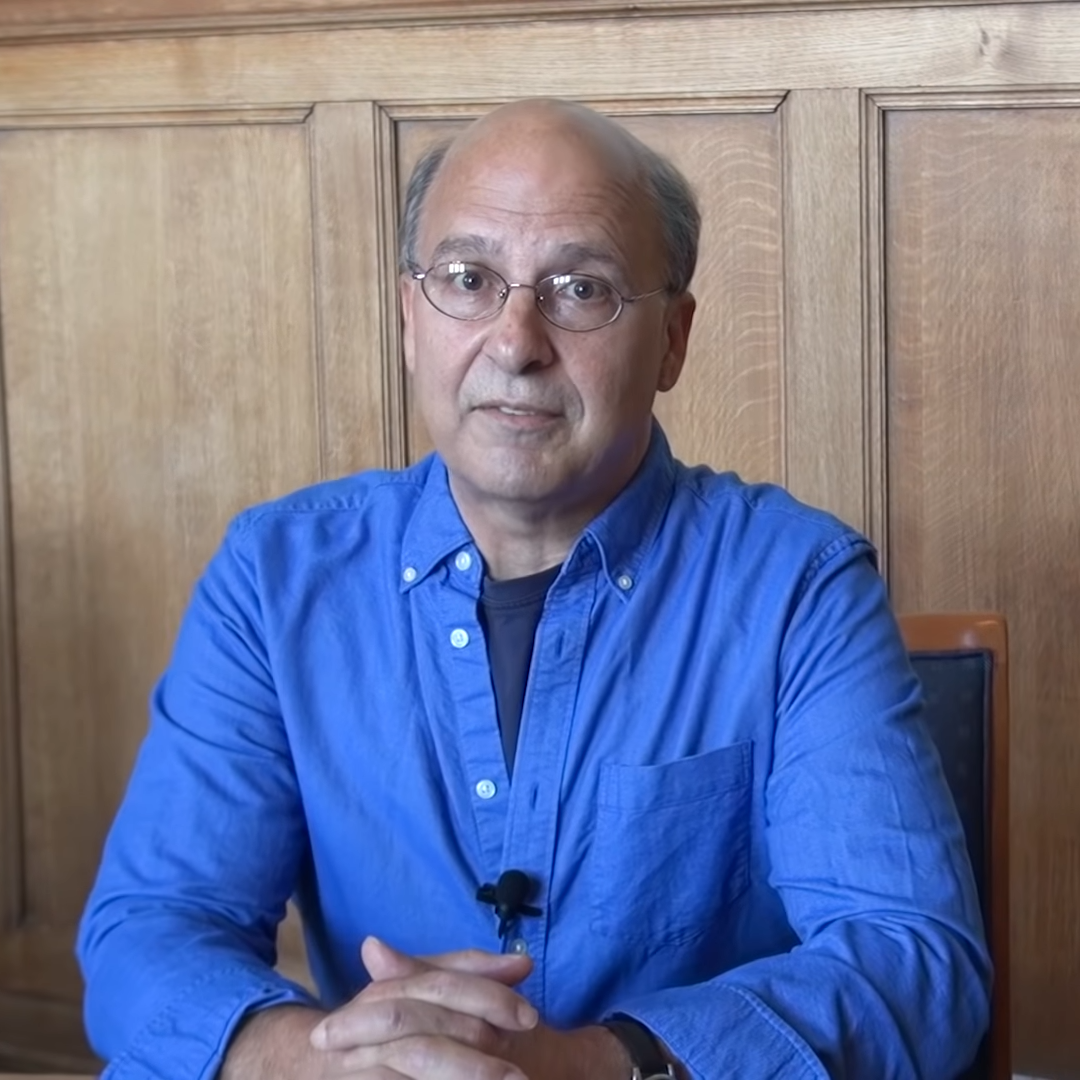
Mele (2017)

Alfred Remen Mele [ˈælfɹɪd ˈmi:li] (* 22. Mai 1951) ist ein US-amerikanischer Philosoph.
Er ist William H. and Lucyle T. Werkmeister Professor für Philosophie an der Florida State University. Seine Arbeitsgebiete sind Handlungstheorie, Philosophie des Geistes, Metaphysik und Philosophie der Antike. Zur Willensfreiheit hat er eine eigene Position entwickelt, die er „Agnostischer Autonomismus“ nennt.

## Autonomie und Willensfreiheit
Mele fasst Willensfreiheit als Autonomie auf und vertritt die Ansicht, dass Menschen über diese verfügen können. Er entwickelt dafür zwei Konzepte der Autonomie – ein kompatibilistisches, das auch in einer deterministischen Weltsicht funktioniert, und ein „bescheiden libertarisches“, das auf einer indeterministischen Weltsicht basiert. Mele argumentiert, dass man sich insofern nicht zwischen Kompatibilismus und Inkompatibilismus entscheiden müsse, um Autonomie bejahen zu können, und schlägt daher eine agnostische Haltung vor.
In „Effective Intentions: The Power of Conscious Will“ (2009) analysiert er die sich auf empirische Ergebnisse der Neurowissenschaften stützenden Argumente gegen den Freien Willen mit der abschließenden Conclusio, dass dieser von keiner der vorliegenden Erkenntnisse bedroht sei.
In „Free Will and Luck“ (2006) verteidigt er seine Konzeption des Freien Willens gegen die einschlägigen theoretischen Argumente.

## Werke

### Monographien
- Effective Intentions: The Power of Conscious Will. Oxford University Press (OUP), New York 2009, ISBN 978-0-19-538426-0
- Free Will and Luck. OUP 2008, ISBN 978-0-19-537439-1
- Motivation and Agency. OUP 2008, ISBN 978-0-19-518952-0
- Self-Deception Unmasked. Princeton University Press, Princeton 2001, ISBN 978-0-691-05745-3
- Autonomous Agents: From Self-Control to Autonomy. OUP 1995, ISBN 978-0-19-509454-1
- Springs of Action: Understanding Intentional Behavior. OUP 1992, ISBN 978-0-19-507114-6
- Irrationality: An Essay on Akrasia, Self-Deception, and Self-Control. OUP 1987, ISBN 978-0-19-508001-8

### Herausgeberschaft
- Free Will and Consciousness: How Might They Work? (hrsg. mit Roy Baumeister und Kathleen Vohs). OUP 2010, ISBN 978-0-19-538976-0